# ميخائيل إدوارد إيدجيرتون
ميخائيل إدوارد إيدجيرتون (بالإنجليزية: Michael Edward Edgerton)‏ هو ملحن أمريكي، ولد في 31 أكتوبر 1961 في راسين في الولايات المتحدة.